# Eric Lobron
Eric Lobron (ur. 7 maja 1960 w Filadelfii) – niemiecki szachista, arcymistrz od 1982 roku.

## Kariera szachowa
Urodził się w Stanach Zjednoczonych. Gdy miał 5 lat, jego rodzina przeprowadziła się do Niemiec. W roku 1978 zdobył w Dillingen tytuł mistrza kraju juniorów. W niedługim czasie awansował do ścisłej czołówki niemieckich szachistów, w latach 1980 i 1984 (oba turnieje rozegrano w Bad Neuenahr) dwukrotnie zdobywając złote medale w mistrzostwach Republiki Federalnej Niemiec. Pomiędzy 1980 a 1996 rokiem ośmiokrotnie wziął udział w szachowych olimpiadach, w roku 1990 zdobywając brązowy medal za indywidualny rezultat na III szachownicy. Poza tym, w roku 1989 zdobył wraz z drużyną brązowy medal w drużynowych mistrzostwach Europy rozegranych w Hajfie. Trzykrotnie wystąpił w turniejach międzystrefowych rozegranych systemem szwajcarskim, najlepszy wynik osiągając w roku 1993 w Groningen, gdzie zajął X miejsce.
Wielokrotnie startował w międzynarodowych turniejach, zwyciężając bądź dzieląc I miejsca m.in. w Biel (1981, wraz z Vlastimilem Hortem oraz 1986, wraz z Lwem Poługajewskim), Manili (1982, wraz z Lwem Poługajewskim), Nowym Jorku (1983, 1985), Berlinie (turniej Berliner Sommer, 1984), Ter Apel (1987, wraz z Hansem Ree i Johnem van der Wielem), Lyonie (1988, wraz z Simenem Agdesteinem), Wiesbaden (1993), Grazu (1993, turniej strefowy), Bad Zwesten (2000, I-VII m-ce) oraz w Wijk aan Zee (2003).
Najwyższy ranking w karierze osiągnął 1 lipca 1992 r., z wynikiem 2625 punktów dzielił wówczas 21-28. miejsce na światowej liście FIDE, jednocześnie zajmując 2. miejsce (za Robertem Hübnerem) wśród niemieckich szachistów.